# Medal Sił Lądowych za Wybitną Służbę
Medal za Wybitną Służbę, Medal Sił Lądowych za Wybitną Służbę (ang. Distinguished Service Medal, Army Distinguished Service Medal) – amerykańskie odznaczenie wojskowe Sił Lądowych Stanów Zjednoczonych, ustanowione 2 stycznia 1918 roku przez prezydenta Wilsona, przyznawane za wybitną służbę dla rządu Stanów Zjednoczonych w warunkach dużej odpowiedzialności (exceptionally meritorious service to the United States government in a duty of great responsibility), podczas wojny lub pokoju. Jest trzecim w hierarchii odznaczeniem Sił Lądowych, po Medalu Honoru i Krzyżu za Wybitną Służbę.
Medal jest przyznawany wojskowym Sił Lądowych (w praktyce niemal wyłącznie generałom i wyższym oficerom) oraz innych rodzajów sił zbrojnych USA. W szczególnych wypadkach medal mogą otrzymać także przedstawiciele sił zbrojnych innych państw. Może być też przyznany wielokrotnie. Kolejne nadanie jest oznaczane poprzez nałożenie na wstążkę (oraz baretkę) brązowej odznaki w formie pęku liści dębowych (oak leaf cluster). Pięć odznak brązowych jest zastępowanych odznaką srebrną.